# نغوين كونغ هوي
نغوين كونغ هوي هو لاعب كرة قدم فيتنامي، ولد في 19 مايو 1987.